# Helene Marie Stromeyer
Helene Marie Stromeyer   (Hannover, 26 d'agost de 1834 - Karlsruhe, 13 de març de 1924) va ser una pintora alemanya coneguda per les seves pintures florals i de paisatge.

## Biografia
Nascuda a Hannover, el cirurgià Louis Stromeyer era el seu pare. A la dècada de 1880 va assistir a la Großherzoglich Badische Kunstschule (Acadèmia de Belles Arts, Karlsruhe) on va tenir per professors a Hans Gude i Gustav Schönleber.
Stromeyer va exposar el seu treball a l'Edifici de la Dona a l'Exposició Mundial de Columbia de 1893 a Chicago, Illinois.
Va ser membre de l'Escola de Pintura de Düsseldorf i de l'Associació d'Artistes de Karlsruhe. Al final de la seva vida, Stromeyer era considerada una de les pintores de bodegons més importants de la seva època.
Stromeyer va morir el 13 de març de 1924 a Karlsruhe.

## Galeria d'imatges

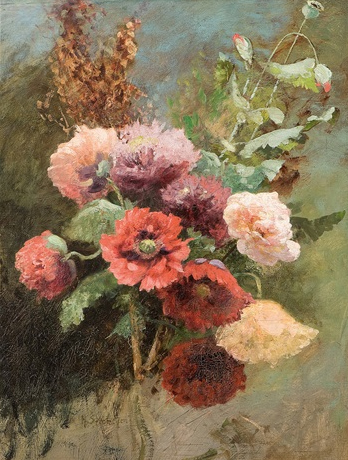
Natura morta amb roselles
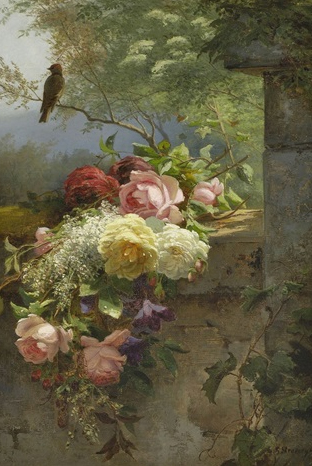
Bouquet de flors a la tanca del jardí
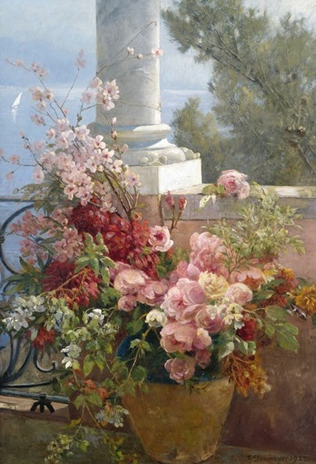
Natura morta amb flors a la terrassa del llac
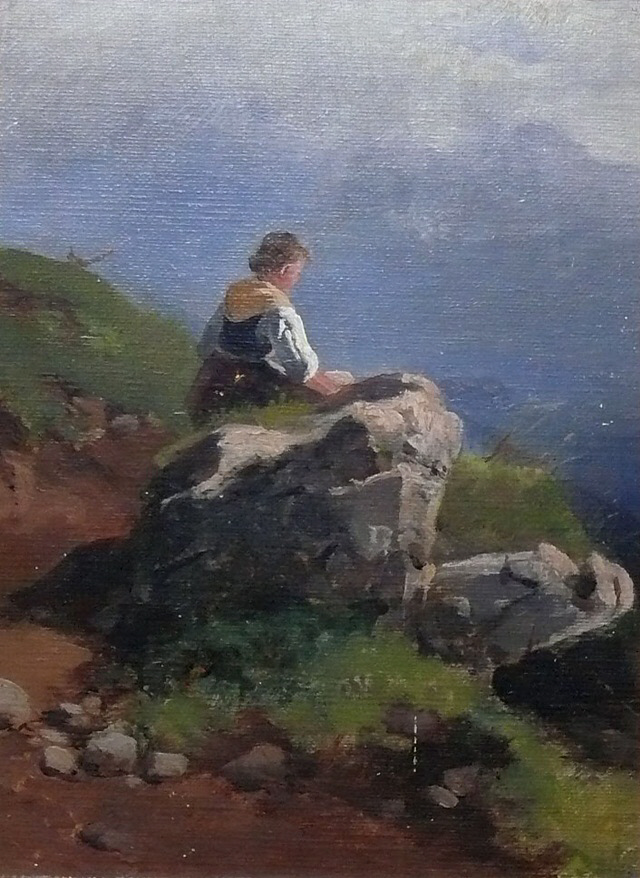
Nena pagesa descansant
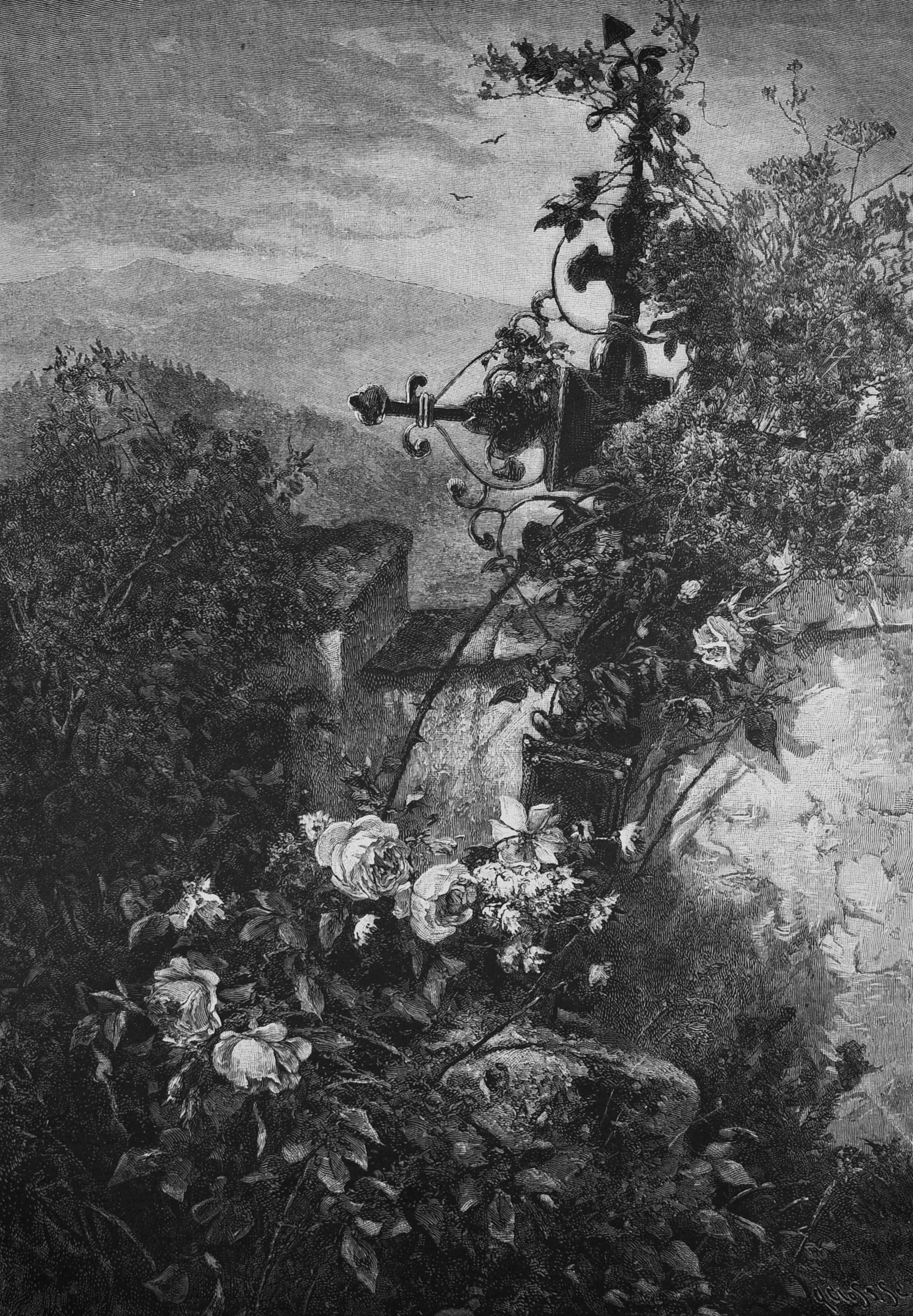
El mirador
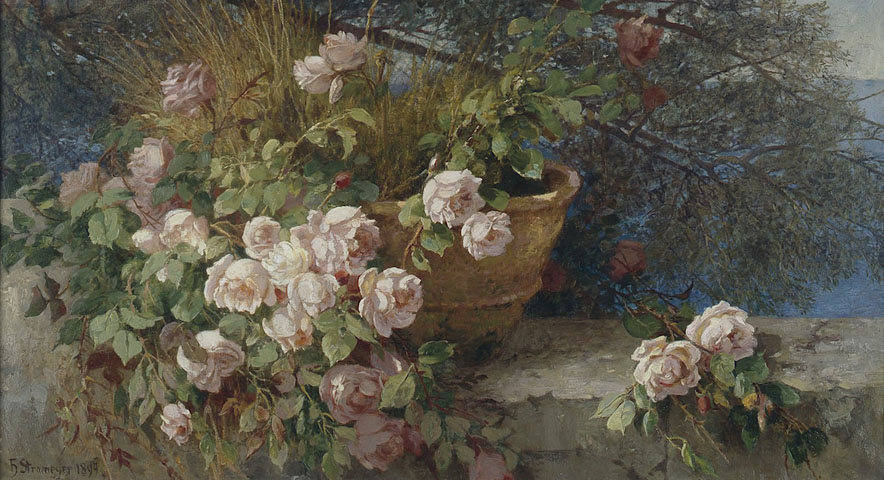
Riviera - Roses - Galeria Estatal d'Art Karlsruhe